# Torremolinos
Torremolinos este un municipiu în Andaluzia, sudul Spaniei, la vest de Málaga. Fost orășel cu o economie ce se baza pe pescuit, a suferit o dezvoltare a turismului la sfârșitul anilor '50, în ziua de astăzi Torremolinos este unul dintre cele mai populare resorturi din zona Costa del Sol.